# Bad Axe
Bad Axe es una ciudad ubicada en el condado de Huron en el estado estadounidense de Míchigan. Es sede del condado de Huron. En el Censo de 2010 tenía una población de 3129 habitantes y una densidad poblacional de 533,85 personas por km².

## Geografía
Bad Axe se encuentra ubicada en las coordenadas 43°48′14″N 82°59′54″O / 43.80389, -82.99833. Según la Oficina del Censo de los Estados Unidos, Bad Axe tiene una superficie total de 5.86 km², de la cual 5.86 km² corresponden a tierra firme y (0.04%) 0 km² es agua.

## Demografía
Según el censo de 2010, había 3129 personas residiendo en Bad Axe. La densidad de población era de 533,85 hab./km². De los 3129 habitantes, Bad Axe estaba compuesto por el 95.14% blancos, el 0.83% eran afroamericanos, el 0.89% eran amerindios, el 1.47% eran asiáticos, el 0% eran isleños del Pacífico, el 0.42% eran de otras razas y el 1.25% pertenecían a dos o más razas. Del total de la población el 2.4% eran hispanos o latinos de cualquier raza.